# François Grimaldi
François Grimaldi (tal. Francesco Grimaldi), zvan Lukavac (tal. il Malizia) († 1309.), bio je genoveški vođa Gvelfa, koji je u noći 8. siječnja 1297. godine tiho upao u gibelinšku tvrđavu na monegaškoj stijeni, prerušen u franjevca i osvojio je.
Bio je sin Guglielma Grimaldija, plemića iz genoveške obitelji Grimaldi (koji je pak bio potomak Grimalda, konzula Republike Genove 1162., 1170. i 1184. i osnivača dinastije) i supruge Giacobe.
Obučen u franjevačku halju, François je dočekan na vratima tvrđave, nakon čega ju je zaposjeo zajedno s rođakom Rainierom I., vladarom Cagnesa, i grupom gvelfskih pristaša. Budući da François nije imao djece, naslijedio ga je Rainier I., koji je utemeljio monegašku dinastiju Grimaldi.

## Vanjske poveznice
- Kako je na prijevaru nastala država Monako? - 1297. - povijest.hr
- Kako su Grimaldijevi naselili Stijenu - monacolife.net (engl.)